# Artur Dmitriev
Artur Valer'evič Dmitriev (in russo Артур Валерьевич Дмитриев?; Bila Cerkva, 21 gennaio 1968) è un ex pattinatore artistico su ghiaccio sovietico, dal 1991 russo, specializzato nel pattinaggio artistico su ghiaccio a coppie.

## Palmarès
Coppie con Oksana Kazakova
CS: Champions Series (in seguito rinominate Grand Prix)
| International               | International | International | International |
| Evento                      | 1995–96       | 1996–97       | 1997–98       |
| --------------------------- | ------------- | ------------- | ------------- |
| Giochi olimpici invernali   |               |               | 1°            |
| Campionati mondiali         | 5°            | 3°            | R             |
| Campionati europei          | 1°            |               | 2°            |
| CS Finale                   |               | 2°            | 3°            |
| CS Cup of Russia            |               | 3°            |               |
| CS NHK Trophy               |               |               | R             |
| CS Skate America            | 5°            | 1°            |               |
| CS Skate Canada             |               |               | 1°            |
| CS Internationaux de France | 2°            | 1°            |               |
| Goodwill Games              |               |               | 2°            |
| Nazionali                   |               |               |               |
| Campionati russi            | 3°            | 4°            | 3°            |
| R = Ritirati                |               |               |               |

Coppie con Natal'ja Miškutënok
| Internazionali            | Internazionali | Internazionali | Internazionali | Internazionali | Internazionali | Internazionali |
| Evento                    | 1987–88        | 1988–89        | 1989–90        | 1990–91        | 1991–92        | 1993–94        |
| ------------------------- | -------------- | -------------- | -------------- | -------------- | -------------- | -------------- |
| Giochi olimpici invernali |                |                |                |                | 1°             | 2°             |
| Campionati mondiali       |                |                | 3°             | 1°             | 1°             |                |
| Campionati europei        | 4°             | 3°             | 3°             | 1°             | 1°             | 3°             |
| Internationaux de Paris   |                |                |                |                | 1°             | 1°             |
| Nations Cup               |                |                |                | 1°             |                |                |
| NHK Trophy                |                |                |                | 3°             |                |                |
| Skate America             |                | 1°             | 1°             |                |                |                |
| Goodwill Games            |                |                | 2°             |                |                | 1°             |
| Prize of Moscow News      | 4°             | 1°             |                |                |                |                |
| Piruetten                 |                |                |                |                |                | 1°             |
| Universiadi               |                | 1°             |                |                |                |                |
| Nazionali                 |                |                |                |                |                |                |
| Campionati russi          |                |                |                |                |                | 2°             |
| Campionati sovietici      | 2°             | 2°             | 2°             | 2°             |                |                |

Competizioni professionistiche
Coppie con Miškutënok
| Evento                             | 1992–93 |
| ---------------------------------- | ------- |
| Campionati mondiali protessionisti | 3°      |
| World Challenge of Champions       | 3°      |
| US Open Professionisti             | 1°      |